# Моя жена разводится
Моя жена разводится (исп. Mi esposa se divorcia) — мексиканская чёрно-белая теленовелла 1959 года производства Telesistema Mexicano.

## Краткий синопсис
Телесериал «Моя жена разводится» — второй экранизированный телесериал автора Фернанды Вильелли о паре, которая хочет развестись. Указанный телесериал — первый, где в одной из главных ролей снялась Берта Мосс.

## Создатели телесериала

### В ролях
- Луси Гальярдо
- Рафаэль Банкельс
- Андреа Пальма
- Берта Мосс
- Мерседес Паскуаль
- Пилар Соуса
- Рехина Льерго
- Луис Беристайн
- Малена Дория
- Мигель Суарес
- Сильвия Каос
- Роберто Мейер
- Сильвия Суарес
- Ампаро Вильегас
- Хосе Антонио Коссио